# Emiel Planckaert
Emiel Planckaert (Kortrijk, 22 oktober 1996) is een Belgisch voormalig wielrenner. Zijn broers Baptiste en Edward zijn ook wielrenner. Evenals hun vader Ignace en grootvader van moeders kant Willy Truye dat waren.

## Carrière
Als eerstejaars junior won Planckaert het jongerenklassement van de Sint-Martinusprijs Kontich en werd hij onder meer vierde in La Philippe Gilbert en vierde in het eindklassement van Aubel-Thimister-La Gleize. In zijn tweede jaar als junior werd hij onder meer negende in de Ronde van Vlaanderen en nam hij deel aan het wereldkampioenschap, waar hij dertiende werd in de wegwedstrijd.
In 2015 werd Planckaert, door viermaal bij de beste tien renners te eindigen, vijfde in het eindklassement van de Koers van de Olympische Solidariteit. Het jongerenklassement schreef hij, met één seconde voorsprong op Jakub Kaczmarek, wel op zijn naam. In 2016 behaalde Planckaert zijn eerste overwinning bij de eliterenners toen hij de Grand Prix des Marbriers wist te winnen: in de sprint met een kleine groep verwees hij zijn landgenoten Gordon De Winter en Robbe Ghys naar de dichtste ereplaaten.
In 2017, zijn derde seizoen bij de opleidingsploeg van Lotto Soudal, werd Planckaert onder meer tiende in de Grand Prix Criquielion, negende in het eindklassement van de Ronde van Bretagne en zevende in dat van de Ronde van de Isard. Na begin juli zestiende te zijn geworden in de beloftenversie van de Omloop Het Nieuwsblad mocht hij vanaf het einde van die maand stage lopen bij Lotto Soudal.
In 2018 werd Planckaert prof bij Sport Vlaanderen-Baloise, waar hij ploeggenoot werd van zijn broer Edward. Hij bleef prof tot in 2020 wanneer hij stopte omdat zijn contract niet verlengd werd.

## Overwinningen
2013
Jongerenklassement Sint-Martinusprijs Kontich
2015
Jongerenklassement Koers van de Olympische Solidariteit
2016
Grand Prix des Marbriers

## Resultaten in voornaamste wedstrijden
|      | \| Jaar \| Amstel Gold Race \| Luik-Bast.‑Luik \| Waalse Pijl \| Parijs-Tours \| \| ---- \| ---------------- \| --------------- \| ----------- \| ------------ \| \| 2019 \| opgave \| \| opgave \| \| \| 2020 \| \| 123e \| 134e \| 63e \| |                 |             |              |
| Jaar | Amstel Gold Race | Luik-Bast.‑Luik | Waalse Pijl | Parijs-Tours |
| 2019 | opgave |                 | opgave      |              |
| 2020 | | 123e            | 134e        | 63e          |

## Ploegen
- 2017 –  Lotto Soudal (stagiair vanaf 28-7)
- 2018 –  Sport Vlaanderen-Baloise
- 2019 –  Sport Vlaanderen-Baloise
- 2020 –  Sport Vlaanderen-Baloise

Armée · Bak · Benoot · Boeckmans · De Bie · De Buyst · De Clercq · De Gendt · Debusschere · Frison · Gallopin · Greipel · Hansen · Hofland · Maes · Marczyński · Mertz · Monfort · Roelandts · Shaw · Sieberg · Valls · Van der Sande · Vanendert · Vervaeke · Wallays · Wellens · Wouters · Leysen (stagiair) · Planckaert (stagiair) · Van Gompel (stagiair)
Allegaert · Capiot · De Gendt · De Ketele · De Pauw · De Vylder · Declercq · Deltombe · Farazijn · Ghys · Menten · Noppe · Ed. Planckaert · Em. Planckaert · Rickaert · Sprengers · Van Gestel · Van Gompel · Van Hecke · Van Rooy · Verwilst · Warlop
Allegaert · Capiot · De Ketele · De Pauw · De Vylder · Declercq · Deltombe · Ghys · Menten · Noppe · Em. Planckaert · Ed. Planckaert · Sprengers · Van Gestel · Van Gompel · Van Hecke · Van Poucke · Van Rooy · Verwilst · Warlop · Weemaes · Willems